# Alexandre Mihalesco
Alexandre Mihalesco, né le 19 octobre 1883 à Bucarest (Roumanie) et mort le 28 décembre 1974 dans le 18e arrondissement de Paris, est un acteur franco-roumain
Il a effectué l'essentiel de sa carrière en France.

## Filmographie
- 1912 : Independenta Romaniei d'Aristide Demetriade
- 1927 : Coppelius de Gabrielle Sorène
- 1927 : Le Mystère de la tour Eiffel de Julien Duvivier
- 1927 : Le Sous-marin de cristal de Marcel Vandal
- 1928 : Minuit, place Pigalle de René Hervil
- 1928 : L’Argent de Marcel L'Herbier : Salomon Massias
- 1928 : La Passion de Jeanne d'Arc de Carl Theodor Dreyer : un juge
- 1929 : Le Ruisseau de René Hervil
- 1929 : Fécondité de Henri Étiévant et Nicolas Evreïnoff
- 1930 : Nuits de princes de Marcel L'Herbier
- 1930 : Accusée, levez-vous ! de Maurice Tourneur : Bonneau, le concierge
- 1930 : La Douceur d'aimer de René Hervil
- 1930 : L'Enfant de l'amour de Marcel L'Herbier : le secrétaire de Rantz
- 1930 : La Femme et le Rossignol d'André Hugon : le docteur
- 1930 : Lévy et Cie d'André Hugon
- 1930 : Méphisto de Henri Debain et Georges Vinter : Nostradamus
- 1930 : La Petite Lise de Jean Grémillon
- 1931 : La Croix du sud d'André Hugon
- 1931 : Les Galeries Lévy et Cie d'André Hugon
- 1931 : Marius d'Alexander Korda : Piquoiseau
- 1932 : Le Marchand de sable d'André Hugon : Haïoub
- 1932 : L'Âne de Buridan de Alexandre Ryder
- 1932 : Nacht der Versuchung de Léo Lasko et Robert Wohlmuth
- 1933 : Judex 34 de Maurice Champreux : le banquier Favraux
- 1933 : Le Masque qui tombe de Mario Bonnard : Lacloche
- 1933 : Le Simoun de Firmin Gémier
- 1933 : Trois Balles dans la peau de Roger Lion
- 1933 : La Voie sans disque de Léon Poirier : Dikrane Mamoullian
- 1934 : Minuit, place Pigalle de Roger Richebé
- 1934 : L'Oncle de Pékin de Jacques Darmont
- 1934 : Sidonie Panache de Henry Wulschleger : Salomon
- 1935 : La Gondole aux chimères de Augusto Genina : Ibrahim
- 1935 : Lune de miel, de Pierre-Jean Ducis
- 1935 : Moïse et Salomon parfumeurs de André Hugon : le rabbin
- 1936 : L'Appel du silence de Léon Poirier
- 1936 : Bach détective de René Pujol
- 1936 : L'Empreinte rouge de Maurice de Canonge : le fou
- 1936 : Le Faiseur de André Hugon : Violette
- 1936 : Inspecteur Grey de Maurice de Canonge : Brown
- 1936 : Le Secret de l'émeraude de Maurice de Canonge : l'homme mystérieux
- 1937 : La Dame de Malacca de Marc Allégret
- 1937 : L'Étrange Monsieur Victor de Jean Grémillon
- 1937 : François Ier de Christian-Jaque : Cagliostro
- 1937 : Les Secrets de la Mer Rouge de Richard Pottier
- 1937 : Sœurs d'armes de Léon Poirier
- 1937 : La Tragédie impériale de Marcel L'Herbier : le prédicateur
- 1938 : Ça... c'est du sport de René Pujol : Joseph Poque
- 1938 : Le Capitaine Benoît de Maurice de Canonge : Adhémar
- 1938 : Clodoche de Raymond Lamy
- 1938 : Deux de la réserve de René Pujol
- 1938 : Éducation de prince d'Alexander Esway : Selim
- 1938 : Raphaël le Tatoué de Christian-Jaque : Pferd
- 1938 : Son oncle de Normandie de Jean Dréville
- 1938 : Tempête sur l'Asie de Richard Oswald : le fou
- 1938 : Tricoche et Cacolet de Pierre Colombier : le régisseur
- 1938 : La Vénus de l'or de Charles Méré et Jean Delannoy
- 1938 : Vidocq de Jacques Daroy
- 1939 : Les Cinq Sous de Lavarède de Maurice Cammage : le commissaire-priseur hindou
- 1939 : Face au destin de Henri Fescourt
- 1939 : Macao, l'enfer du jeu de Jean Delannoy : Yassouda
- 1939 : Ma tante dictateur de René Pujol
- 1940 : Après Mein Kampf, mes crimes de Alexandre Ryder : le tailleur
- 1941 : Le Duel de Pierre Fresnay
- 1941 : Le Valet maître de Paul Mesnier : Émile
- 1941 : Vie privée de Walter Kapps
- 1942 : Pension Jonas de Pierre Caron : le docteur
- 1942 : Le Chant de l'exilé de André Hugon : Ali
- 1942 : L'Homme sans nom de Léon Mathot
- 1942 : Pontcarral, colonel d'Empire de Jean Delannoy : un conspirateur
- 1943 : Finance noire de Félix Gandéra : Mathias
- 1943 : Feu Nicolas de Jacques Houssin : le médecin
- 1945 : Nuits d’alerte de Léon Mathot
- 1946 : La Colère des dieux de Karel Lamač
- 1948 : Barry de Richard Pottier : l'aubergiste
- 1948 : Bonheur en location de Jean Wall
- 1949 : Au revoir monsieur Grock de Pierre Billon
- 1949 : La Ronde des heures de Alexandre Ryder : le détective
- 1949 : Un certain monsieur de Yves Ciampi : Lecorduvent
- 1950 : Fusillé à l’aube de André Haguet : l'aubergiste
- 1950 : Ma pomme de Marc-Gilbert Sauvajon
- 1950 : Les Mémoires de la vache Yolande de Ernest Neubach
- 1951 : Caroline Chérie de Richard Pottier : l'aubergiste
- 1952 : Le Chemin de Damas de Max Glass
- 1952 : Piédalu fait des miracles de Jean Loubignac
- 1953 : Raspoutine de Georges Combret
- 1955 : Les deux font la paire d'André Berthomieu : l'ordonnance
- 1955 : Les héros sont fatigués de Yves Ciampi
- 1956 : Les Aventures d'Arsène Lupin de Jacques Becker : le grand-père

## Théâtre
- 1928 : Marius de Marcel Pagnol, théâtre de Paris : Piquoiseau[1]
- 1955 : Judas de Marcel Pagnol, mise en scène Pierre Valde, théâtre de Paris[1]